# حضارة كورديليرا القديمة
حضارة كورديليرا القديمة والمعروفة أيضًا بمرحلة كاسكادا، هي ثقافة قديمة للأمريكيين الأصليين الذين استقروا في إقليم الشمال الغربي للمحيط الهادئ بأمريكا الشمالية والتي كانت موجودة من 9000 أو 10000عام قبل الميلاد حتى حوالي 5500 عام قبل الميلاد.
قد تكون مرحلة كاسكادا أقدم من ذلك اعتمادًا على وقت وصول البشر لأول مرة إلى أمريكا. حيث نشأة في ألاسكا، ومن ثم هاجروا ليشغلوا مساحة واسعة حتى أيداهو وهضاب كاليفورنيا، لكنهم لا يعتبرون مجتمعًا بحريًا. وقد تم العثور على خطاف رماحهم (أشواك الرماح)، أو تلك التي تشبههم في أقصى الجنوب مثل: المكسيك وأمريكا الجنوبية.
 كانت هذه هي الأداة النموذجية لهؤلاء الأشخاص - قطعة مقذوفة بسيطة ثنائية الوجه على شكل ورقة يبلغ متوسط طولها حوالي 6 سم (2.4 بوصة) تم استخدامها كرماح أو لرمي السهام أو أيضًا سكاكين، مما يشير إلى أهمية الصيد، وعلى الرغم من أنها تصطاد أيضًا من أجل العيش، إلا أن كان اعتمادهم الرئيسي هو الصيد البري، ومعظمه من الغزلان والبيسون (ثور أمريكي) والثدييات الكبيرة الأخرى.
ربما تحدثت الثقافة لغة ماكرو بينوتية، وهي عائلة افتراضية كبيرة قد تشمل بينوشن، واللغات اليوتو الأزتيكية، وبعض العائلات اللغوية الأخرى. خلقت هذه الثقافة أيضًا أقدم الأمثلة المشهودة للفن في إقليم شمال غرب المحيط الهادئ.